# Manon Brunet
Manon Brunet (Lião, 7 de fevereiro de 1996) é uma esgrimista francesa de sabre, que conquistou múltiplas medalhas mundiais e continentais.
Nascida em Lião, Brunet começou a praticar outros esportes até que se interessou pela esgrima. Na categoria júnior, tornou-se vice campeã europeia nas edições de 2015 e 2016. Após bons resultados nesta categoria, ela foi selecionada para integrar a delegação francesa nos Jogos Olímpicos de 2016, terminando o evento individual na quarta posição.
Após o revés de 2016, Brunet colecionou medalhas em diversas competições, incluindo Copa do Mundo e Campeonato Europeu. No ano de 2018, conquistou a medalha de ouro do evento por equipes do Campeonato Mundial.

## Carreira

### Infância e início na esgrima
Nascida na cidade francesa de Lião em 7 de fevereiro de 1996, Brunet praticou vários esportes durante sua infância, incluindo taekwondo e dança; contudo, esses esportes lhe interessavam por um curto período. Ela finalmente descobriu a esgrima aos oito anos de idade e ingressou no clube "Saber au Clair", na comuna de Rillieux-la-Pape.
Sem condições financeiras para pagar as taxas de inscrições de competições internacionais, Brunet precisou se mudar para Orleães. O progresso de Brunet aumenta rapidamente e ela ingressa no l’INSEP, configurando na categoria sênior com dezessete anos e, posteriormente, juntando-se ao polo francês, dando início a sua carreira no principal escalão da esgrima.

### 2014-2016: categoria júnior e qualificação para os Jogos Olímpicos
Após se juntar ao polo francês, Brunet integrou a seleção francesa em várias competições de nível internacional e mundial. Aos dezoito anos, conquistou a medalha de prata por equipes do mundial de 2014. Também ganhou medalhas de prata no europeu de Estrasburgo e de Toruń. Em 2015, alcançou as semifinais do evento de Caracas da Copa do Mundo, conquistando a primeira medalha individual na categoria sênior. Já no europeu de juniores, conquistou duas medalhas de pratas nas edições de 2015 e 2016. Graças às suas performances na categoria júnior, Brunet foi selecionada para os Jogos Olímpicos de 2016.
No evento individual, Brunet estreou vencendo a sul-coreana Hwang Seon-a e prosseguiu eliminando a húngara Anna Márton e a tunisiana Azza Besbes; contudo, ela foi derrotada pela russa Sofia Velikaya. Apesar disso, o desempenho de Brunet a qualificou para a disputa do terceiro lugar. A medalha de bronze, no entanto, ficou com a ucraniana Olha Kharlan, que derrotou a francesa por um toque. Já no evento por equipes, a França foi eliminada logo na primeira rodada, depois de uma derrota para a Itália. Posteriormente, as francesas voltaram a perder para as sul-coreanas e mexicanas, terminando a competição na última colocação.

### 2017-presente
Após os bons resultados da temporada anterior, Brunet prosseguiu conquistando campeonatos relevantes ; contudo, obteve poucos resultados expressivos na temporada de 2017-2018, fazendo com que ela perdesse sete posições no ranking mundial da FIE. As primeiras medalhas foram conquistadas em Orleães, no dia 27 de outubro de 2017. No evento individual, ela foi eliminada na semifinal após uma derrota para a italiana Rossella Gregorio. Já por equipes, terminou na segunda colocação. No mês seguinte, as francesas repetiram o feito, em Sint-Niklaas. Em 2018, Brunet integrou a equipe francesa campeã mundial, em Wuxi. Junto com suas compatriotas, conquistou também a medalha de bronze no europeu de Novi Sad. Já nos eventos individuais da Copa do Mundo, conquistou o ouro em Túnis e o terceiro lugar da Copa Akropolis, em Atenas. Por equipes, ela obteve dois ouros: Baltimore (janeiro) e Orleães (outubro), e uma prata, em Túnis.
Em 2019, Brunet obteve resultados expressivos e encerrou o ano na terceira posição do ranking mundial da FIE. Logo nos três primeiros meses, ela conquistou quatro medalhas de ouro, incluindo os eventos por equipes de Salt Lake City (janeiro), Atenas e Sint-Niklaas (março), além do evento individual de Sint-Niklaas. Ela também obteve um bronze no Grande Prêmio de Seul. Em junho, Brunet conquistou a medalha de prata no europeu de Dusseldórfia, e o bronze por equipes. No mês seguinte, medalhou no mundial de Budapeste, onde a equipe francesa conquistou a prata depois do revés diante a Rússia (45-40) na decisão. Por fim, encerrou a década com o título do "Troféu ORCOM", evento realizado em Orleães. Nesta ocasião, ela triunfou sobre a russa Olga Nikitina na decisão. No último mês do ano, disputou o evento válido pela Copa do Mundo, em Salt Lake City, onde conquistou a medalha de bronze ao alcançar as semifinais. Apesar de ter sido derrotada por Kharlan, Brunet demonstrou satisfeita com sua atuação e ressaltou a partida contra a polaca Małgorzata Kozaczuk, que quase a eliminou na primeira rodada. No mesmo evento, ela integrou a equipe francesa que terminou na primeira colocação.
Em 2021, nos Jogos Olímpicos de Tóquio, Brunet foi derrotada, na semifinal, pela russa Sofia Pozdniakova, mas conquistou a medalha de bronze ao vencer a húngara Anna Márton. No evento por equipes, ela integrou a equipe francesa juntamente com Cécilia Berder, Charlotte Lembach e Sara Balzer, que foram derrotadas na final pela Rússia, terminando a competição com a medalha de prata.

## Conquistas

### Jogos Olímpicos
| Medalha | Data                | Sede          | Evento      | Ref.   |
| ------- | ------------------- | ------------- | ----------- | ------ |
| Prata   | 31 de julho de 2020 | Tóquio, Japão | Por equipes | [ 32 ] |
| Bronze  | 26 de julho de 2020 | Tóquio, Japão | Individual  | [ 31 ] |

### Campeonato Mundial
| Medalha | Data                | Sede               | Evento      | Ref.   |
| ------- | ------------------- | ------------------ | ----------- | ------ |
| Prata   | 21 de julho de 2014 | Cazã, Rússia       | Por equipes | [ 5 ]  |
| Bronze  | 25 de julho de 2017 | Lípsia, Alemanha   | Por equipes | [ 33 ] |
| Ouro    | 24 de julho de 2018 | Wuxi, China        | Por equipes | [ 12 ] |
| Prata   | 23 de julho de 2019 | Budapeste, Hungria | Por equipes | [ 26 ] |

### Campeonato Europeu
| Medalha | Data                | Sede                   | Evento      | Ref.   |
| ------- | ------------------- | ---------------------- | ----------- | ------ |
| Prata   | 13 de junho de 2014 | Estrasburgo, França    | Por equipes | [ 5 ]  |
| Prata   | 13 de junho de 2016 | Toruń, Polônia         | Por equipes | [ 5 ]  |
| Bronze  | 14 de junho de 2017 | Tbilisi, Geórgia       | Por equipes | [ 34 ] |
| Bronze  | 19 de junho de 2018 | Novi Sad, Sérvia       | Por equipes | [ 13 ] |
| Prata   | 17 de junho de 2019 | Dusseldórfia, Alemanha | Individual  | [ 24 ] |
| Bronze  | 20 de junho de 2019 | Dusseldórfia, Alemanha | Por equipes | [ 25 ] |

### Copa do Mundo
| Medalha | Data                   | Sede                           | Evento      | Ref.   |
| ------- | ---------------------- | ------------------------------ | ----------- | ------ |
| Bronze  | 27 de outubro de 2017  | Orleães, França                | Individual  | [ 9 ]  |
| Prata   | 27 de outubro de 2017  | Orleães, França                | Por equipes | [ 10 ] |
| Prata   | 17 de novembro de 2017 | Sint-Niklaas, Bélgica          | Por equipes | [ 11 ] |
| Ouro    | 26 de janeiro de 2018  | Baltimore, Estados Unidos      | Por equipes | [ 16 ] |
| Bronze  | 16 de março de 2018    | Atenas, Grécia                 | Individual  | [ 15 ] |
| Ouro    | 2 de junho de 2018     | Túnis, Tunísia                 | Individual  | [ 14 ] |
| Prata   | 2 de junho de 2018     | Túnis, Tunísia                 | Por equipes | [ 18 ] |
| Ouro    | 9 de novembro de 2018  | Orleães, França                | Por equipes | [ 17 ] |
| Ouro    | 25 de janeiro de 2019  | Salt Lake City, Estados Unidos | Por equipes | [ 20 ] |
| Ouro    | 8 de março de 2019     | Atenas, Grécia                 | Por equipes | [ 21 ] |
| Ouro    | 22 de março de 2019    | Sint-Niklaas, Bélgica          | Individual  | [ 22 ] |
| Ouro    | 22 de março de 2019    | Sint-Niklaas, Bélgica          | Por equipes | [ 22 ] |
| Bronze  | 26 de abril de 2019    | Seul, Coréia do Sul            | Individual  | [ 23 ] |
| Ouro    | 22 de novembro de 2019 | Orleães, França                | Individual  | [ 27 ] |
| Ouro    | 13 de dezembro de 2019 | Salt Lake City, Estados Unidos | Por equipes | [ 30 ] |
| Bronze  | 13 de dezembro de 2019 | Salt Lake City, Estados Unidos | Por equipes | [ 30 ] |